# Grób szybowy
Grób szybowy, też grobowiec szybowy – rodzaj grobu używany w początkowej fazie epoki brązu, w którym komora grobowa umieszczana była na dnie głębokiego, wąskiego szybu. Po złożeniu w grobie ciała zmarłego komora grobowa była zabezpieczana dachem, a szyb nad nią był zasypywany. Groby szybowe występują w różnych częściach świata, a najbardziej znanym ich przykładem są bogato wyposażone grobowce mykeńskie (tzw. okręgi grobów szybowych A i B). W Chinach epoki brązu w grobowcach szybowych chowała swoich zmarłych elita z dynastii Shang. Tradycję grobów szybowych spotkać można również u kultur zachodniego Meksyku w okresie między 300 rokiem p.n.e. a 400 n.e., m.in. na stanowisku Tingambato.
Rodzajem grobu szybowego jest grób szybowy z komorą boczną, w którym zmarłych składano w pomieszczeniu bocznym wychodzącym na dno szybu.